# Hiperwitaminoza
Hiperwitaminoza – zespół objawów chorobowych wywołany nadmiarem witamin w organizmie, dotyczy on przede wszystkim witamin rozpuszczalnych w tłuszczach: A, D, E i K. Przeciwieństwem jest awitaminoza.

## Nadmiar witaminy A
Objawia się ociężałością, osłabieniem mięśni, odwapnieniem kości, utratą apetytu, niekorzystnymi zmianami dermatologicznymi (owrzodzenia skóry, wyłysienie), krwotokami, zaburzeniami pracy serca, nerek i ośrodkowego układu nerwowego. Może prowadzić do powstania nowotworów. Jest to tzw. efekt karcynogenny. Zmiany te następują na skutek długotrwałego spożywania witaminy A znacznie przekraczającego normę (ok. 30 mg/dobę, norma 1 mg/dobę) przez dłuższy czas. Warto zaznaczyć, iż nawet niewielki nadmiar witaminy A jest szkodliwy dla dziecka rozwijającego się w łonie matki (efekt teratogenny).

## Nadmiar witaminy D
Nie jest możliwe wywołanie hiperwitaminozy przy zwykłej diecie lub intensywnej ekspozycji na promieniowanie ultrafioletowe. Nadmierna ilość promieni UV rozkłada witaminę D do suprasterolu zapobiegając nadprodukcji. Do przedawkowania witaminy D podawanej doustnie dochodzi rzadko, ponieważ wymaga podawania przewlekle dużych dawek tej witaminy - ok. 50 tys. j.m. na dobę lub więcej. W niektórych chorobach np. sarkoidozie, gruźlicy czy idiopatycznej hiperkalcemii o wiele mniejsze dawki niewiele przekraczające dawki terapeutyczne (np. powyżej 1000 j.m. na dobę) mogą już spowodować objawy zatrucia. Poziom witaminy D przekraczający 200 ng/ml (500 nmoli/L) uważa się za potencjalnie toksyczny prowadzący do hiperkalcemii i hiperfosfatemii. Tolerowalny wyższy poziom przyjmowania witaminy D został określony na 2000 j.m.
Występujące objawy są związane z hiperkalcemią -  nudności i wymioty, brak apetytu, zaparcia, osłabienie i łatwe męczenie się, nadmierne pragnienie, wzmożone oddawanie moczu, świąd skóry, bóle głowy.
Przy towarzyszącej hiperkalciurii może dochodzić do tworzenia złogów nerkowych (kamica nerkowa), a także zwapnień (nefrokalcynoza), następnie do niewydolności nerek. Złogi wapniowe mogą pojawiać się w tkankach: np. tętnicach, sercu, płucach. U dzieci można zaobserwować opóźnienia w rozwoju psychomotorycznym.

## Nadmiar witaminy E
Zbyt duże dawki witaminy E mogą spowodować zaburzenia czynności przewodu pokarmowego, uczucie zmęczenia i osłabienia. Przedawkowanie tej witaminy zdarza się bardzo rzadko, gdyż normalnie 60% dawki dziennej wydalane jest wraz z kałem.

## Nadmiar witamin z grupy B
Hiperwitaminoza witaminy B1 objawia się drżeniem mięśni i kołataniem serca, a witaminy B2 – świądem, drętwieniem kończyn oraz uczuciem palenia i kłucia.

## Nadmiar witaminy C
Dla witaminy C nie są znane objawy hiperwitaminozy: nie obserwowano skutków ubocznych przyjmowania dawek sięgających 10g/dzień. Nadmiar wydalany jest z organizmu przez nerki, jednak w przypadku przyjęcia jednorazowo megadawki (>3 g) większe ilości wydalane są z kałem.